# Рюдгрен, Пер Ивар
Пер Ивар Рю́дгрен (швед. Per Ivar Rydgren, Per-Ivar Rydgren; род. 6 января 1927) — шведский кёрлингист.
В составе мужской сборной Швеции по кёрлингу участник чемпионата мира 1962 (первого чемпионата мира, где участвовала сборная Швеции, заняли четвёртое место). Чемпион Швеции среди мужчин, чемпион Швеции среди ветеранов.
Играл на позиции второго.

## Достижения
- Чемпионат Швеции по кёрлингу среди мужчин: золото (1962).

## Команды
| Сезон   | Четвёртый       | Третий        | Второй           | Первый     | Турниры                      |
| ------- | --------------- | ------------- | ---------------- | ---------- | ---------------------------- |
| 1961—62 | Рольф Арвидссон | Кнут Бартельс | Пер Ивар Рюдгрен | Арне Стерн | ЧШМ 1962 · ЧМ 1962 (4 место) |

(скипы выделены полужирным шрифтом)